# Capiago Intimiano
Capiago Intimiano är en kommun i provinsen Como i regionen Lombardiet i Italien. Kommunen hade 5 535 invånare (2018).